# Daphne

Daphne urmărită de Apollo
(pictură de Giovanni Battista Tiepolo)

Daphne sau Dafne este o nimfă din mitologia greacă. 
Leucipus, fiul unui rege, s-a îndrăgostit de frumoasa și virgina Daphne, dar s-a decis să nu o curteze în mod deschis pentru că știa că ea evita bărbații. Din pricina aceasta, Leucipus a imbrăcat haine femeiești și i-a câștigat prietenia. Daphne l-a indrăgit astfel foarte tare. Totuși, Apollo o indrăgea și el pe Daphne și de gelozie și furie o face pe Daphne să dorească să se scalde într-un râu alături de "prietena" ei. Leucipus e trădat in acest fel si simțindu-se inșelată, Daphne poruncește să fie omorât.
Într-o discuție ca între zei, Eros e insultat de Apollo și ca răzbunare, zeul iubirii, îl săgetează cu săgeata dragostei pe Apollo. Deși înzestrat cu darul profeției, știind deci că nu o va putea îndupleca pe Daphne să fie a lui, Apollo incearcă din greu totuși, să o cucerească. Apollo, zeul ce vindeca răni, nu se poate vindeca singur de dragoste. Daphne îi rezistă și ca să scape, îl roagă pe Zeus să o transforme într-un laur (denumit și dafin). Lui Apollo nu-i mai rămâne decât să rupă o creangă din laur și să și-o prindă în jurul capului.